# 桑實海蜷
布隆氏海蜷（学名：Batillaria bornii），又名桑實海蜷，为海蜷科海蜷屬下的一个种。WoRMS認為本物種為黑瘤海蜷的異名。

## 分佈
本物種分佈於南中國海的香港、福建及台灣的淡水、澎湖及蘭嶼。

## 外部連結
- 維基物種上的相關：桑實海蜷